# Bactrocera affinidorsalis
Bactrocera affinidorsalis
 es una especie de díptero que Hardy describió por primera vez en 1982. Bactrocera affinidorsalis pertenece al género Bactrocera de la familia Tephritidae.